# レクトとヴェルソ

西洋の諸言語のように左から右へ書き進む言語における、表のページとしてのレクト (recto) と、裏のページとしてのヴェルソ (verso)。この図のように、レクトは、本の中でヴェルソに続く別の紙葉に載っており、直前の紙葉に載っているヴェルソの次に位置付けられている。

縦書きにされた中国語や日本語などの東アジアの言語や、アラビア語、ヘブライ語のように右から左へ書き進む言語における、表のページとしてのレクト (recto) と、裏のページとしてのヴェルソ (verso)。この図のように、レクトは、本の中でヴェルソに続く別の紙葉に載っており、直前の紙葉に載っているヴェルソの次に位置付けられている。

レクト（recto）とヴェルソ（verso）は、書籍などにおいて見開きの左右のページを区別するために用いる表現。
コデックス（冊子写本）、本、ブロードシート、パンフレットなど、テキストを書き込んだり、印刷した紙葉（leaf of paper）を束ねたものにおいて、レクトは、左から右へ書き進む横書きを前提とすると、紙葉の「右 (right)」ないし「表 (front)」側を、ヴェルソ （ないし、ウェルソ）は「左 (left)」ないし「裏 (back)」側を指す。
両面印刷された紙葉には、表と裏の2つのページができる。現代の書籍の場合、物理的な紙は何枚かが重ねられて半分に折られ、1枚の紙から2葉の紙葉、4つのページが作られる。例えば、16ページから成る冊子の一番外側の紙には、1葉の紙葉に1ページ目（レクト）と2ページ目（ヴェルソ）が、またもう1葉の紙葉に15ページ目（レクト）と16ページ目（ヴェルソ）が配される。この場合、1ページ目と16ページ目は1枚の紙の同じ面に印刷され、異なる紙葉のレクトとヴェルソが並ぶことになる。このような方法で製本された冊子においては、総ページ数は4の倍数となり、紙葉の数は2の倍数となるが、使用されないページにはページ番号を付けず、勘定しないの普通である。このような方法で折られた紙の束は、フォリオと呼ばれ、この方法によって製本された書籍やパンフレットなども、そのように称される。
ルーズリーフの紙は、束ねられていない紙葉から成っている。片面だけが印刷されたり、無地のまま残された紙葉については、ページ番号を意味する「p.」の代わりに、「l.」という略記号が用いられることがある。

## 語源
レクトとヴェルソは、それぞれ「紙葉の右側」と「紙葉の裏側」を意味するラテン語の語句である「レクト・フォリオ (rēctō foliō)」と「ヴェルソ・フォリオ (versō foliō)」を略記したものである。1葉の紙葉の表裏を成す2つのページは、ラテン語ではそれぞれ（単数形で）「フォリウム・レクトゥム (folium rēctum)」と「フォリウム・ヴェルスム (folium versum)」と称され、略語としての「レクト (rēctō)」や「ヴェルソ (versō)」だけで、物理的な紙のページではなく、そこに記されたテキストに言及する場合にも用いられる。

## 用例

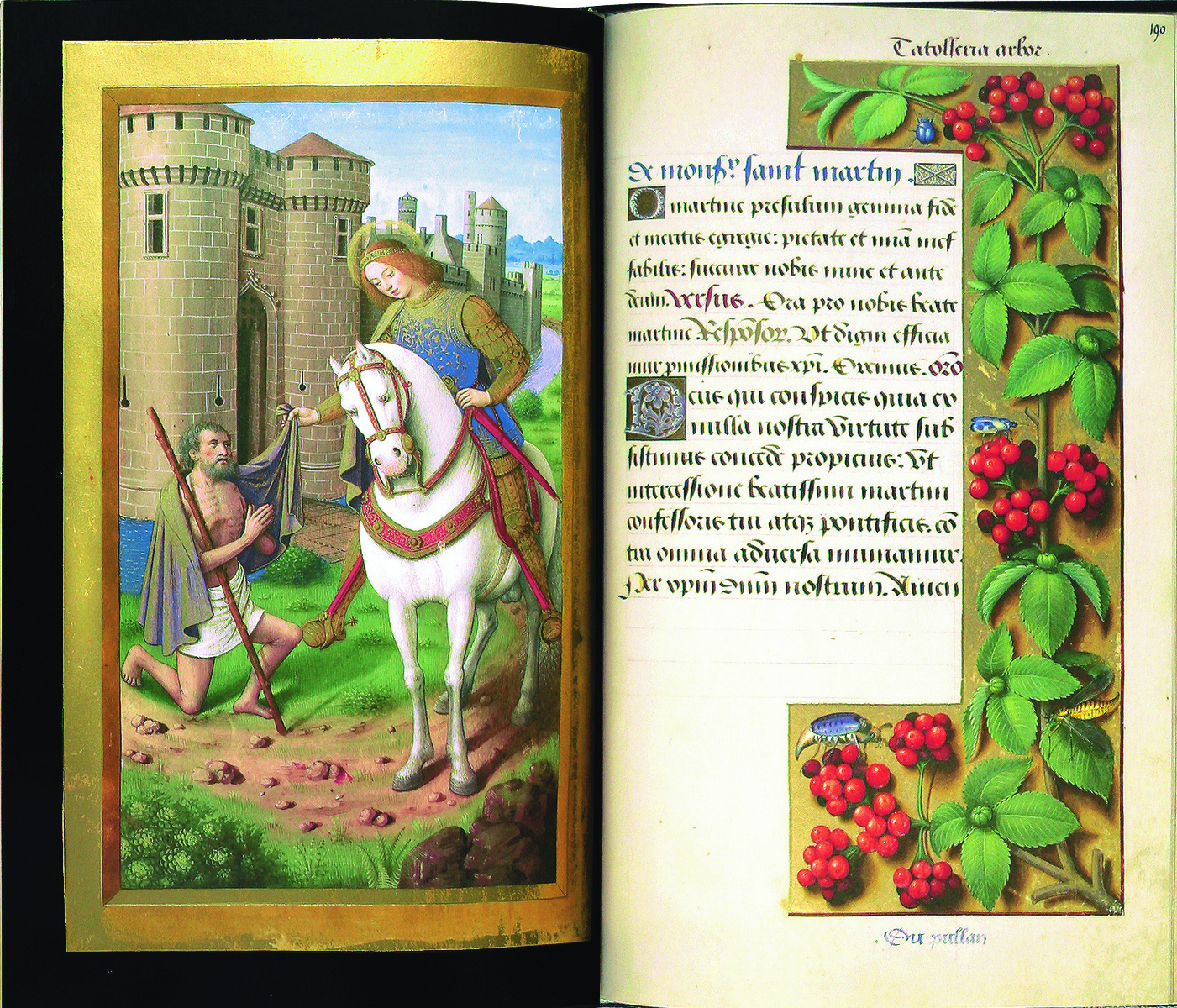
アンヌ・ド・ブルターニュの時祷書 f. 189v-190r

コデックスを扱う写本学においては、写本を構成する1枚ごとの物理的な紙は「フォリウム (folium)」と称され、「fol.」ないし「f.」と略記されるが、これには番号が付され、その表裏両面は「フォリウム・レクトゥム (folium rēctum)」と「フォリウム・ヴェルスム (folium versum)」と称されて、それぞれ「r」、「v」と略記される。したがって、原本となる写本における特定のテキストの位置は、「fol. 1r」のように記されるが、時には「r」や「v」を上付き文字として「1r」のように表記することや、上付き文字の序数標識「o」を用いて「レクト・フォリオ (rēctō foliō)」と「ヴェルソ・フォリオ (versō foliō)」を略記したものであることを示し、「1ro」のように記すこともある。こうした用語法は、近代の写本学が始まった17世紀依頼、標準化されてきたものである。
2011年、マーティン・ライオンズは、紙葉の表面を意味する「レクトゥム (rēctum)」という用語が（「右」だけでなく）「正しい」、「正確な」、「適切な」などをも意味することを踏まえ、その起源が古代末期のパピルスの使用に由来するものだとする説を唱え、パピルスは表と裏で異なるざらつきをもち、書記に適した側は一方でしかないため、通常パピルスには一方の「正しい」側、なめらかな側しか書記には用いられない（裏側にも文字が記されている紙葉は稀な例外である）と述べた。
「レクト」、「ヴェルソ」といった用語は、シリア文字やアラビア文字、ヘブライ文字などの右横書き言語についても用いられる。ただし、これらの文字による文章はヨーロッパのコデックスとは逆向きに記されているので、「レクト」のページが左側、「ヴェルソ」のページが右側に置かれる。フォリオを読み進む順番は、文字を書き進む方向に関わらず、まず最初のヴェルソから始まり、次にレクトと続く。
これらの用語は、印刷の用語としても用いられることがあり、「レクト＝ヴェルソ (recto-verso)」は、書籍印刷の標準であるが、これは、より古い技術であるアジアの木版印刷技術が印刷される紙の裏面側を擦っての印刷が前提で、片面印刷しかできなかったのに対して、印刷機がもっていた重要な優位点であった。レクトとヴェルソによる区別は、学術的な書籍、特に二言語の対照翻訳などに便利である。
「レクト」、「ヴェルソ」といった用語は、1枚の紙の表と裏を用いた美術作品、特に素描にも用いることがある。レクト・ヴェルソ・ドローイングは、例えばスケッチブックにおけるように、もともとはっきりした表裏もないような紙の両面に描きこまれた素描画を指す。こうした中には、同じ紙の両面を意図的に活用することを企図した作品もあるが、多くの場合、表裏の作品の一体化は意図しないものである。かつて紙は、比較的高価なものであったし、質の良い素描用の紙は今でも普通の紙よりも高価である。
書籍出版の慣例では、本の最初のページ、また時には各章節の最初のページはレクト・ページに配され、そのため全てのレクト・ページは奇数ページとなり、全てのヴェルソ・ページは偶数ページとなる。
インキュナブラ（揺籃印刷本）などと称される初期の印刷本の多くや、16世紀に入ってからの本の一部（例えば、ジョアン・デ・バロスの『アジア史 (Décadas da Ásia)』）は、ページではなく、「フォリア (folia)」と称された紙葉に番号が振られていた。このため、1枚ごとの「フォリウム (folium)」のレクト（表）側に番号が記され、ヴェルソ（裏）側には番号がなかった。同様の習慣は、例えば、まだ両面印刷プリンターがオフィスに普及していなかった20世紀における企業内文書などにおいてもごく一般的に行われていた。